# Прачуапкхирикхан (провинция)
Прачуапкхирикхан (тайск. ประจวบคีรีขันธ์) — одна из 77-и провинций Таиланда, расположена вдоль побережья Сиамского залива на востоке и границы с Мьянмой на западе. Расположена между Центральным и Южным Таиландом.
Население — 464 711 человек (2010, 56-я из всех провинций), проживающих на территории 6 367,6 км² (32-я).
Административный центр провинции — город Прачуапкхирикхан. Провинция разделена на восемь районов-ампхое.
На севере провинции расположен известный туристический центр Хуахин.

## Климат
| Показатель           | Янв. | Фев. | Март | Апр. | Май   | Июнь | Июль  | Авг. | Сен.  | Окт.  | Нояб. | Дек. | Год   |
| -------------------- | ---- | ---- | ---- | ---- | ----- | ---- | ----- | ---- | ----- | ----- | ----- | ---- | ----- |
| Средний максимум, °C | 29,8 | 31,1 | 32,4 | 33,6 | 33,6  | 33,3 | 33,0  | 32,9 | 32,2  | 31,0  | 29,9  | 29,2 | 31,83 |
| Средний минимум, °C  | 21,8 | 22,9 | 24,2 | 25,5 | 25,8  | 25,7 | 25,2  | 25,2 | 24,7  | 24,3  | 23,6  | 22,0 | 24,24 |
| Норма осадков, мм    | 9,9  | 19,0 | 43,6 | 39,7 | 101,0 | 78,1 | 100,2 | 82,4 | 120,7 | 236,0 | 146,9 | 11,4 | 988,9 |

## Административное деление
Провинция подразделяется на 8 районов (ампхе), которые в свою очередь, состоят из 48 подрайона (тамбон) и 388 поселений (мубан).
1. Mueang Prachuap Khiri Khan
2. Kui Buri
3. Thap Sakae
4. Bang Saphan
5. Bang Saphan Noi
6. Pran Buri
7. Hua Hin
8. Sam Roi Yot